# Реактивний рух
Реактивний рух — рух, який виникає за рахунок відкидання частини маси тіла із певною швидкістю.
За законом збереження імпульсу, при відокремленні від тіла масою {\displaystyle M} його частини з масою {\displaystyle m} зі швидкістю {\displaystyle v}, саме тіло набуває швидкості {\displaystyle V}, яку можна розрахувати за формулою
{\displaystyle (M-m)V+mv=0\,},
а, отже,
{\displaystyle V=-{\frac {mv}{M-m}}}
Швидкість V направлена у напрямку, протилежному руху відкинутого тіла. Вона тим більша, чим більша маса відкинутого тіла та його швидкість.
В реальних випадках реактивний рух виникає за рахунок сталого викидання газів, які утворюються при спалюванні палива. При цьому маса тіла змінюється безперервно. Спалювання забезпечує високу швидкість витоку газу.
У загальному випадку, коли від тіла безперервно відділяється і приєднується певна маса, реактивний рух описується рівнянням Мещерського.

## Застосування й винайдення
Реактивний рух застосовується в реактивному двигуні, одному з найпоширеніших типів двигунів літальних апаратів. Реактивний двигун є варіантом газової турбіни. Повітря, проходячи крізь приймач спереду, стискується компресором або гвинтом і подається у камеру згоряння. Впорскується і згорає паливо (зазвичай, гас). Гарячий газ розширюється і обертає турбіну, що керує компресором, і виходить із сопла з дуже великою швидкістю, викликаючи ефект "віддачі" та прискорюючи літальний апарат у протилежний бік.
У 1930 р. курсант Британських королівських військово-повітряних сил Френк Віттл запатентував конструкцію реактивного двигуна. До 1937 року винахідник побудував його і випробував на землі. Цей двигун міг розвивати тягу 3800 кН. Саме цей двигун і був першим реактивним двигуном. Приблизно у той же час німецький інженер Ганс фон Огайн створив подібний двигун, що у 1939 році був встановлений на літаку «Гайнкель 176».